# Network News Reader Protocol
Il Network News Reader Protocol (NNRP) è il protocollo utilizzato per l'accesso ai server Usenet, detti comunemente newsserver, da parte dei client utilizzati per accedere ai newsgroup.
La RFC 977, uscita nel febbraio 1986, ha definito un certo numero di funzioni e un certo numero di estensioni, che sono state ulteriormente ampliate e sono state codificate in una bozza IETF, denominata Common NNTP Extensions.